# Gatecrashing
| Críticas profissionais | Críticas profissionais |
| Avaliações da crítica  | Avaliações da crítica  |
| Fonte                  | Avaliação              |
| ---------------------- | ---------------------- |
| allmusic               | [ 1 ]                  |

Gatecrashing é o segundo e último álbum de estúdio do grupo britânico Living in a Box. Foi lançado em 1989 e contou com os dez maiores sucessos do Reino Unido "Blow the House Down" e "Room in Your Heart".

## Visão geral
Dois anos depois do lançamento do álbum de estreia, Living in a Box voltou em 1989. No início do ano, o primeiro single, "Blow the House Down" foi lançado. A faixa ritmada, apresentando um solo do guitarrista do Queen Brian May, tornou-se seu segundo dos dez maiores sucessos do Reino Unido, chegando à 10ª posição. Eles acompanharam este com o menos bem-sucedido "Gatecrashing" que chegou à 36ª posição ao longo do lançamento deste álbum. Produzido por Tom Lord Alge e Dan Hartman entre outros, o álbum chegou quatro posições acima do primeiro à 25ª e foi mais impulsionado pelo lançamento do terceiro single. A balada "Room in Your Heart" tornou-se a terceira entre as dez maiores da banda, chegando à 5ª posição, igualando o sucesso do seu single de estreia. O quarto single "Different Air", porém, não conseguiu causar um impacto. O álbum foi lançado na Olympic, Sarn West e Maison Rouge Studios, em Londres, entre setembro e novembro de 1988.
Seguindo o lançamento e a promoção do álbum, a banda embarcou na gravação do seu terceiro álbum, mas depois de uma queda com sua empresa de gravações, eles decidiram separar-se e dividir o grupo em 1990. As faixas não lançadas foram feitas para o álbum de estreia solo do cantor principal Richard Darbyshire em 1994.

## Lista de faixas
| N.º | Título                            | Compositor(es)                      | Duração |  |
| 1.  | "Unique"                          |                                     | 3:38    |  |
| 2.  | "Blow The House Down"             | Albert Hammond, Marcus Vere         | 4:14    |  |
| 3.  | "Day After Tomorrow Night"        |                                     | 3:34    |  |
| 4.  | "Touch Sensitive"                 |                                     | 3:40    |  |
| 5.  | "All the Difference in the World" | Vere, Richard Darbyshire            | 4:23    |  |
| 6.  | "Gatecrashing"                    | Vere, Anthony Critchlow, Darbyshire | 3:09    |  |
| 7.  | "Mistaken Identity"               |                                     | 3:57    |  |
| 8.  | "Live It Up"                      |                                     | 3:47    |  |
| 9.  | "Different Air"                   | Critchlow, Darbyshire               | 4:00    |  |
| 10. | "Room in Your Heart"              | Hammond, Vere, Darbyshire           | 4:27    |  |

## Pessoal
- Richard Darbyshire - Vozes principais, guitarra
- Anthony "Tich" Critchlow - Bateria
- Marcus Vere - Teclado
- Tim Cansfield - Guitarra
- Nick Plytas - Teclado
- Will Mowat - Teclado
- Ian Green - Graves
- Danny Cummings, Steve Sidelnyk - Percussão
- John Cirkell, Pete Beachill, Chris "Snake" Davies - Corneta
- Lance Ellington, Mae McKenna, Maggie Ryder, Miriam Stockley, Steve Lang, Tessa Niles - Vozes de apoio
- Brian May - Guitarra em "Blow the House Down"
- Hugh Burns - Guitarra em "The Day After Tomorrow Night"
- Chris "Snake" Davis - Saxofone em "All the Difference in the World"
- Paul "Wix" Wickens - Piano em "Room in Your Heart"
- Jack "Mozambique" Adams - Masterização
- Chris Porter - Mixador (faixas: 3, 5, 9, 10)
- Tom Lord-Alge - Mixador  (faixas: 1, 2, 4, 6, 7, 8)
- Chris Porter e Living in a Box - Produtores (faixas: 5, 10)
- Dan Hartman e Tom Lord-Alge - Produtores (faixas: 2, 4, 6, 9)
- Leon Sylvers III - Produtor (faixas: 1, 3, 7, 8)